# Vera Dénes
Dans le nom hongrois Dénes Vera, le nom de famille précède le prénom, mais cet article utilise l’ordre habituel en français Vera Dénes, où le prénom précède le nom.
Dénes Vera (née Vera Grossmann) (Budapest, 12 mars 1915 – Budapest, 16 mars 1970) est une violoncelliste et pédagogue hongroise, épouse du violoniste et chef d'orchestre Frigyes Sándor.

## Biographie
Vera Dénes naît dans une famille juive. Son père était marchand. Enfant, elle choisit de faire de la musique après avoir été émue par l'ouverture de Guillaume Tell de Rossini à l'opéra. Elle commence sa formation en privé et dès 1925, elle est inscrite à l'Académie de musique. Elle étudie le violoncelle avec Adolf Schiffer, la musique de chambre avec Leó Weiner, ainsi qu'Imre Waldbauer et Jenő Kerpely pour le quatuor à cordes. Après sa formation artistique en 1935, elle complète son cycle avec la formation d'enseignant en 1937. La même année, elle est finaliste lors du concours international de violoncelle de Vienne.
Puis elle part en tournée et enseigne. En 1936, elle est chef de l'Orchestre de chambre féminin de Budapest, avec lequel elle se produit les années suivantes. En 1939, elle est soliste de l'orchestre juif hongrois (OMIKE (en)). C'est alors qu'elle a rencontré son mari. Ils se sont mariés en 1940. En plus des concerts de l'école de musique juive, elle donne des leçons privées.
En 1944, pendant le régime des Croix fléchées, ils sont internés, mais s'échappent et se cachent avec de faux papiers.
Dès 1945, elle rejoint la scène musicale. Elle joue au sein de l'Orchestre de la capitale nouvellement reformé, qui prend peu après son nouveau nom d'Orchestre symphonique de l'État hongrois. En 1952, elle reçoit le titre de violoncelliste solo, qu'elle occupe jusqu'à sa mort. À partir de 1957 elle joue également dans l'Orchestre de chambre hongrois, fondé par Vilmos Tátrai.
Elle est aussi violoncelliste en formation de chambre. En 1946, elle fait partie des membres fondateurs du quatuor Tátrai (en), avec Vilmos Tátrai et Albert Rényi aux violons et József Iványi à l'alto. En 1951 elle est remplacée par Ede Banda (hu).
Comme professeur de violoncelle en 1949, elle peut mettre en œuvre son expertise pour remanier le système pédagogique. Dix ans plus tard, elle est à l'Académie de Musique et professeur d'enseignement supérieur en 1964. Parmi ses élèves les plus connus, il y a Tamás Kedves, Judit Kiss Domonkos, Enikő Szödényi Nagy.
Son répertoire s'étend à toute la littérature du violoncelle. Elle a créé des œuvres d'András Mihály, Tavaszi concertó (Concerto du printemps) de Tibor Sárai (hu), de la musique de chambre. En 1953, les Sonates pour violoncelle (1948–53) de György Ligeti sont enregistrées pour la radio mais, en raison de la censure, n'ont pas été diffusées. 
Sa fille, Anna Sándor (°1950), est violoncelliste au sein de l'Orchestre de chambre Franz Liszt.

## Récompenses
- Vienne, Concours international de violoncelle (1937)
- L'ordre du mérite féminin bulgare (1948)
- Mérite du travail (1950)
- Prix Franz Liszt (1952, 1954, 1959)
- Prix du travail socialiste (1955)
- Artiste émérite (1961)

## Enregistrements
- Farkas, Trittico concerto - Orchestre de chambre Franz Liszt, dir. Frigyes Sándor (c. 1960, LP Hungaroton) (OCLC 7134200)
- Kodály, Sonate pour violoncelle et piano, op. 4 ; Duo op. 7 ; Adagio pour violoncelle et piano - Vilmos Tátrai, Ede Banda, Vera Dénes, Endre Petri (LP Qualiton LPX 1149[1]) (OCLC 780400617)
- Mihály, Concerto pour violoncelle - dir. Lásló Somogyi (LP Qualiton) (OCLC 38495751)
- Prokofiev, Pierre et le loup (Hungaroton) (OCLC 705338449)
- Sárai, Concerto le printemps In the Memory of Spring 1945, pour flûte, alto et violoncelle et orchestre à cordes - János Szebenyi, flûte ; Anna Mauthner, alto ; Orchestre hongrois, dir. Frigyes Sándor (c. 1960-63, LP Qualiton SLPX 1166 / CD Hungaroton HCD 31989) (OCLC 32751442)
- Vivaldi, Symphonie en sol majeur, Corelli, Concerto grosso Fatto Per La Notte Di Natale, Tartini, Concerto pour violoncelle en ré majeur - Orchestre de chambre hongrois, violon et dir. Vilmos Tátrai (1963, LP Hungaroton HLX 90030[2]  / CD Hungaroton) (OCLC 48853930)